# Батарени (Олт)
Батарени (рум. Bătăreni) насеље је у Румунији у округу Олт у општини Колонешти. Oпштина се налази на надморској висини од 210 m.

## Становништво
Према подацима из 2002. године у насељу је живело 115 становника, од којих су сви румунске националности.